# Anacronismos en el Libro de Mormón

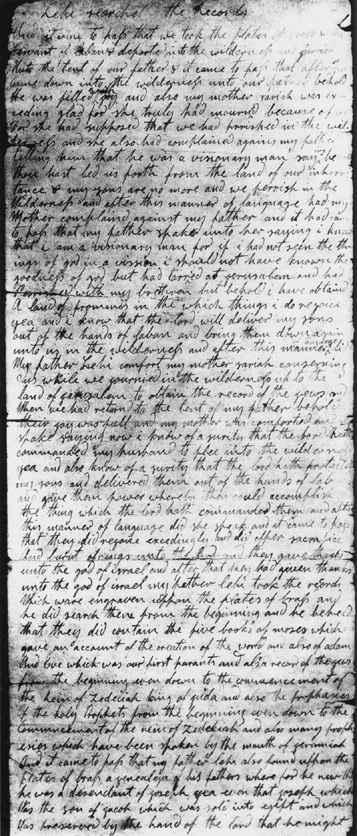
Una página del manuscrito original del Libro de Mormón, que cubre 1 Nefi 4:38-5:14

Existe una serie de palabras y frases en el Libro de Mormón que se consideran anacrónicas. Un anacronismo es una palabra, frase, artilugio u otro concepto que los críticos, historiadores, arqueólogos, lingüistas o demás expertos relacionados creen que no existió en un período dado, que en este caso corresponde al continente americano durante el período en que el Libro de Mormón afirma haber sido escrito. Los eruditos y apologistas mormones responden a los anacronismos de varias maneras.
Según miembros de la La Iglesia de Jesucristo de los Santos de los Últimos Días, de 204 anacronismos contabilizados al año 2019, 141 de ellos habían sido resueltos como «no anacrónicos», 26 se encontraban en proceso de «resolución» y 38 aún permanecían en el proceso de «investigación».
La siguiente lista resume los anacronismos más prominentes, así como las perspectivas de los eruditos mormones y las refutaciones apologéticas comunes.

## Trasfondo
Según Joseph Smith, el Libro de Mormón se grabó originalmente en planchas de oro que recibió en 1827 de un ángel llamado Moroni, a quien Smith identificó como un antiguo habitante resucitado del continente americano. Smith afirmó traducir el texto original de las planchas al inglés; el libro dice que el texto fue grabado en las planchas de oro en un idioma denominado egipcio reformado.
Se dice que el Libro de Mormón tuvo lugar en algún lugar de las Américas desde aproximadamente el 2500 a. C. al 400 d. C., colocando así sus eventos dentro de la era precolombina.
Los críticos afirman que el origen del libro se encuentra firmemente en el siglo XIX y que Smith lo creó con los recursos disponibles en ese lapso, destacándose la Biblia en su versión del Rey Jacobo.
A diferencia de la Biblia, no se sabe que existan manuscritos en el supuesto idioma original del Libro de Mormón. Los arqueólogos nunca han encontrado manuscritos o planchas escritos en egipcio reformado. Los críticos y los partidarios no están de acuerdo sobre si otros hallazgos arqueológicos respaldan o refutan la historicidad del Libro de Mormón. Algunos arqueólogos e investigadores mormones afirman que varios hallazgos arqueológicos, como los nombres de lugares y ruinas de los incas, mayas, olmecas y otras civilizaciones antiguas de América y el Viejo Mundo, dan crédito al registro del Libro de Mormón.

## Anacronismos históricos

### Citas de Isaías
Los profetas del Libro de Mormón citan los capítulos 48 al 54 del Libro de Isaías después de haber salido de Jerusalén alrededor del año 600 antes de Cristo. Dado que Isaías murió alrededor del 698 a. C., según la creencia bíblica tradicional, no habría conflicto. Sin embargo, los eruditos bíblicos modernos afirman que estos capítulos no fueron escritos por Isaías, sino por una o más personas durante el cautiverio babilónico, en algún momento entre 586 a. C. y 538 a. C. (entre 14 y 82 años después de la salida de los profetas del Libro de Mormón).

### Bautismo
El bautismo se menciona como un ritual que se enseña y se realiza entre la civilización nefita, con su primera mención enseñada por Nefi entre 559 y 545 a. C. Sin embargo, el bautismo como parte de la conversión no era habitual hasta después del cautiverio babilónico, que terminó décadas después de que la práctica se enseñara y practicara aparentemente según lo relacionado en el Libro de Mormón.
Se sabe que una práctica similar al bautismo fue practicada por los esenios judíos entre el siglo II a. C. y el siglo I d. C. La Enciclopedia Judía compara el bautismo cristiano con los antiguos ritos de iniciación y purificación judíos que implican la inmersión en agua, y afirma que «el bautismo se practicaba en el judaísmo antiguo (jasídico o esenio)».

## Anacronismos de flora y fauna

### Caballos
Los caballos se mencionan catorce veces en el Libro de Mormón y se presentan como una parte integral de las culturas descritas. No hay evidencia de que los caballos existieran en el continente americano durante el período del Libro de Mormón. Los caballos evolucionaron en América del Norte, pero se cree que se extinguieron en el continente americano al final del Pleistoceno. Los caballos no reaparecieron en las Américas hasta que los españoles los trajeron de Europa. Fueron traídos al Caribe por Cristóbal Colón en 1493, y al continente americano por Hernán Cortés en 1519.
Apologistas afirman que hay pruebas de que algunos caballos del Nuevo Mundo podrían haber sobrevivido a la transición entre el Pleistoceno y el Holoceno, y que tal evidencia es aceptada por algunos académicos no mormones.
Otros creen que la palabra «caballo» en el Libro de Mormón no se refiere a miembros del género Equus, sino a otros animales como ciervos o tapires.
El apologista de FARMS Robert R. Bennett declaró que «los famosos caballos de los hunos no dejaron rastros arqueológicos aun contados por miles». Sin embargo se han encontrado restos arqueológicos de caballos en los sitios Hun de Boroo Gol, Mankhan, así como en varios sitios de tumbas directamente anteriores a los Huns.

### Elefantes

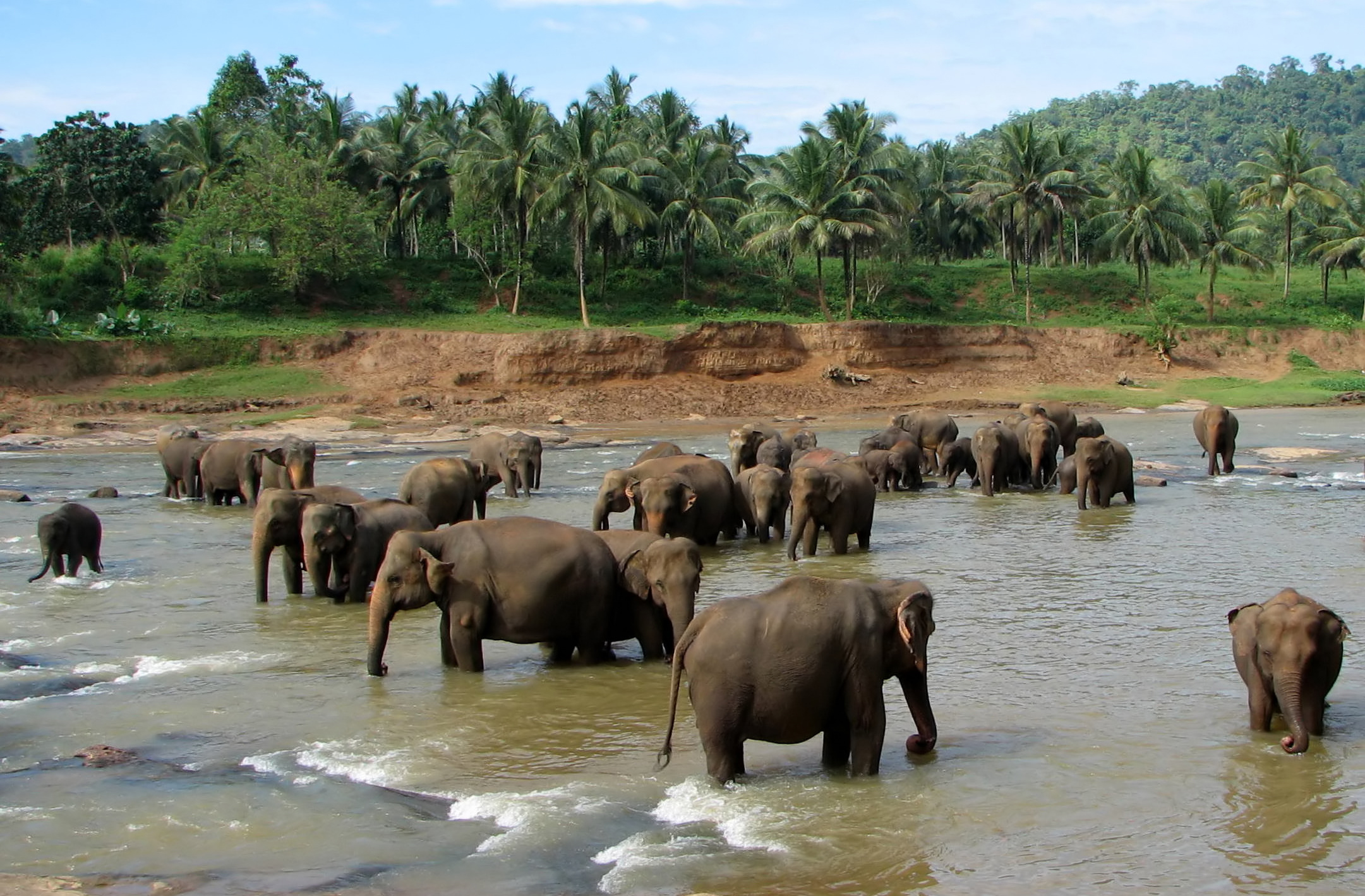
Los elefantes se mencionan en el Libro de Éter. Los críticos sostienen que no hay evidencia de elefantes en las Américas después del final del Pleistoceno.

Los elefantes se mencionan dos veces en un solo verso en el Libro de Éter. Mastodontes y mamuts vivieron en América durante el Pleistoceno; sin embargo, al igual que con el caballo prehistórico, el registro fósil indica que se extinguieron junto con la mayor parte de la megafauna hacia el final de la última Edad de hielo. La fuente de esta extinción, conocida como la extinción del Holoceno, se especula que es el resultado de la depredación humana, un cambio climático significativo o una combinación de ambos factores. Se sabe que una pequeña población de mamuts sobrevivió en la isla de Saint Paul, Alaska, hasta 5725 a. C., pero esta fecha es más de mil años antes de que comience el registro jaredita en el Libro de Mormón.
El punto principal de discusión es cual fue la fecha más tardía en la que estos animales estuvieron presentes en América antes de extinguirse.
Varios autores mormones han citado evidencia de que las culturas constructoras de montículos de América del Norte estaban familiarizadas con el elefante. Las sociedades constructoras de montículos más antiguas datan de alrededor del año 2000 a. C. La controversia del constructor de montículos/elefante no se originó con el Libro de Mormón. En The Mound Builders, Their Works and Relics, el autor Stephen Dennison Peet cita casos de restos de mastodontes exhumados y argumentos dados por qué se cree que los restos son contemporáneos de los constructores de montículos. Las tuberías de efigie de elefante, del estilo característico de la plataforma de construcción de montículos, se informaron como hallazgos arqueológicos en Iowa, y muchos han identificado fácilmente al animal representado en la forma del «montículo de elefante» de Wisconsin, aunque otros cuestionan si este es el animal representado. El ex-arqueólogo del estado de Iowa Marshall McKusick analiza la evidencia que indica que las tuberías de la plataforma del elefante son fraudes en su libro sobre las llamadas tabletas de Davenport.
La coexistencia del hombre y los elefantes es congruente con el registro arqueológico pero no aborda el anacronismo, ya que las fechas de todos los restos elefantinos se han colocado mucho antes de su mención en el Libro de Mormón.
Hay casos de historias preservadas oralmente por los nativos americanos que algunos eruditos mormones creen que pueden describir elefantes. Una de esas historias está relacionada con la tribu india Naskapi, ubicada en el este de Quebec y la región de Labrador en Canadá. La historia trata de un monstruo de la tradición Naskapi llamado «Katcheetohuskw», que se describe como muy grande, con grandes orejas, dientes y una nariz larga. Versiones similares de leyendas de «monstruos» relacionadas por otras tribus se refieren a un monstruo llamado «Ursida», que se describe más como un oso grande y de patas rígidas en lugar de un mamut. Algunos estudiosos consideran que la historia del «oso monstruo» es puramente mítica. Delaware y otras leyendas americanas nativas del mastodonte también se dice que existen.

### Ganado y vacas
Hay seis referencias a «ganado» en el Libro de Mormón, incluyendo palabras que sugieren que fueron domesticadas. Los críticos argumentan que no hay evidencia de que el ganado del Viejo Mundo (miembros del género Bos) habitara en América antes del contacto europeo en el siglo XVI d. C.
Los apologistas argumentan que el término «ganado» puede ser más genérico que sugerir miembros del género Bos, y puede haberse referido a bisontes, cabras montesas, llamas u otras especies americanas. Según el Libro de Mormón, se podía encontrar «ganado» en la antigua América. Sin éstos, los nefitas no podrían haber guardado la Ley de Moisés, según lo indicado. Sin embargo, no se sabe que ninguna especie de bisonte haya sido domesticada.

### Cabras

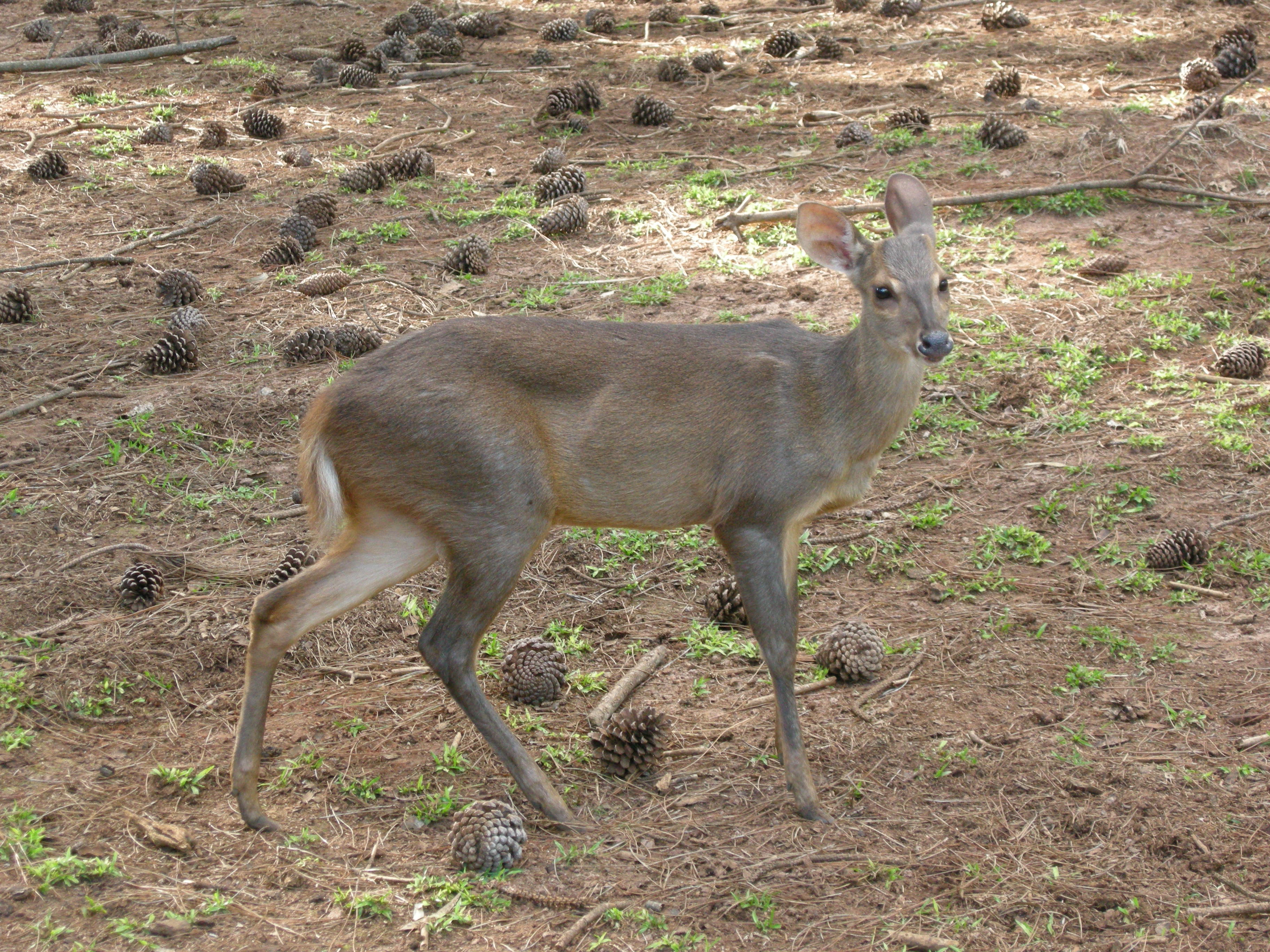
Cabra montesa

Las «cabras» se mencionan tres veces en el Libro de Mormón colocándolas entre los nefitas y los jareditas. En dos de los versos, las «cabras» se distinguen de las «cabras salvajes», lo que indica que había al menos dos variedades, una de ellas posiblemente domesticada.
Las cabras domesticadas no son nativas de las Américas, habiendo sido domesticadas en tiempos prehistóricos en el continente euroasiático. Se cree que las cabras domesticadas se introdujeron en el continente americano a la llegada de los europeos en el siglo XV, mil años después de la conclusión del Libro de Mormón, y casi dos mil años después de su última mención en el Libro de Mormón. La cabra montés es autóctona de América del Norte y ha sido cazada, y el vellón se ha usado para vestirse. Sin embargo, nunca ha sido domesticada, y es conocida por su agresividad con los humanos.
Matthew Roper, un escritor de FARMS, discutió el tema de las cabras en su artículo «Ciervos como "cabra" y domesticado precolombino». Señaló que cuando los primeros exploradores españoles visitaron el sudeste de los Estados Unidos, encontraron a los nativos americanos pastoreando venados domesticados:

En todas estas regiones que visitaron, los españoles notaron manadas de ciervos similares a nuestros rebaños de ganado. Estos ciervos dan a luz y alimentan a sus crías en las casas de los nativos. Durante el día deambulan libremente por el bosque en busca de su comida, y por la noche vuelven con sus pequeños, a quienes han cuidado, permitiéndose encerrarse en los patios e incluso ser ordeñados, cuando han amamantado a sus crías. La única leche que los nativos conocen es la de las hembras, de las cuales hacen queso.

Roper basa sus argumentos en anécdotas de los primeros colonizadores españoles que pedían Mesoamericano nativos venado cabrito cabras: «Fray Diego de Landa señaló, "Hay cabras salvajes que los indios llaman Yuc."» Citó a otro fraile a finales del siglo XVI, «en Yucatán "hay en esa provincia... gran cantidad de ciervos y cabras pequeñas"».
Sin embargo, el antropólogo de Yale Marion Schwartz señaló que en las Américas «El venado de cola blanca es un buen ejemplo de un animal cuyo comportamiento solitario impide su domesticación a pesar de que prefiere vivir en áreas que la gente ha abierto. Los ciervos han sido domesticados y pastoreados pero no verdaderamente domesticado.»

### Cerdos

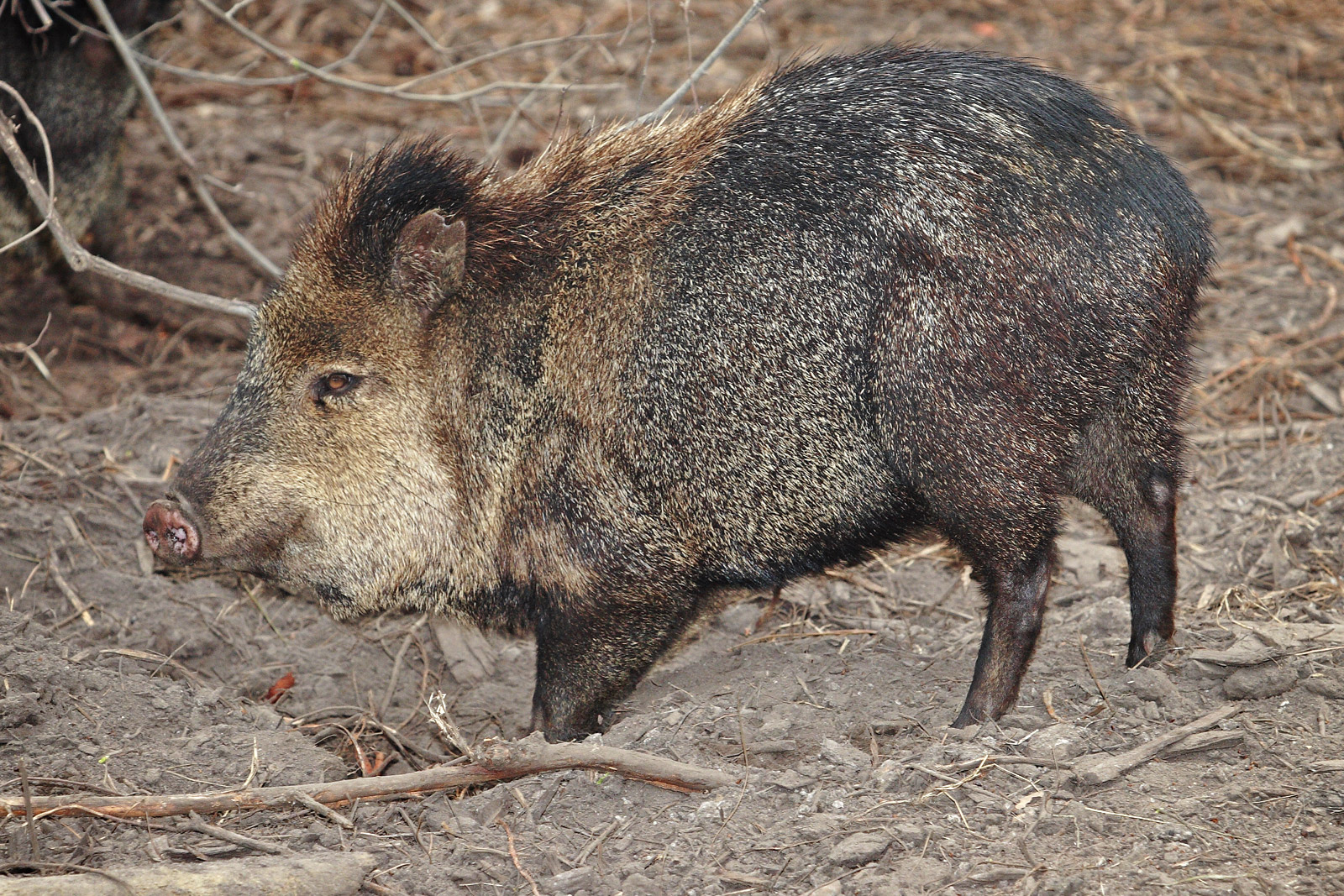
Una jabalina

Los «cerdos» se mencionan dos veces en el Libro de Mormón, y la narración del Libro de Mormón sugiere que los jareditas domesticaron a los cerdos. No ha habido restos, referencias, obras de arte, herramientas o cualquier otra evidencia que sugiera que los cerdos estuvieron presentes en el Nuevo Mundo precolombino.
Los apologistas señalan que los pecaríes (también conocidos como jabalinas), que tienen un parecido superficial con los cerdos, han estado presentes en América del Sur desde la prehistoria. Los autores mormones que defienden el entorno original de construcción de montículos para el Libro de Mormón han sugerido de manera similar los pecaríes de América del Norte (también llamados «cerdos salvajes») como los «cerdos» de los jareditas.
B. H. Roberts señaló, sin embargo, que los pecaríes nunca han sido domesticados.

### Cebada y trigo

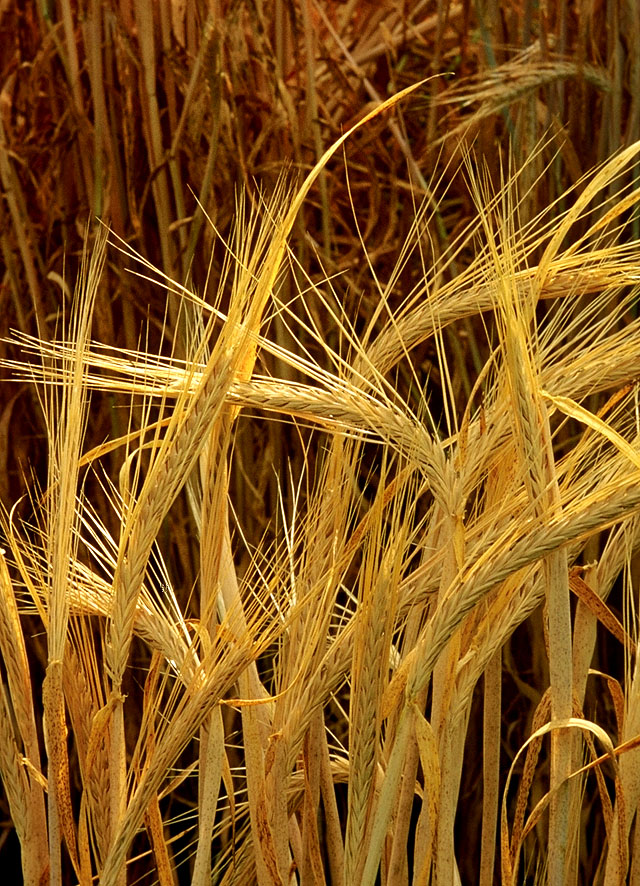
Barley

Los granos se mencionan veintiocho veces en el Libro de Mormón, incluyendo a la cebada y el trigo. La introducción de la cebada y el trigo modernos domesticados en el Nuevo Mundo fue hecha por europeos en algún momento después de 1492, muchos siglos después de la época en que se establece el Libro de Mormón.
El erudito de FARMS Robert Bennett ofreció dos posibles explicaciones para este anacronismo:

La investigación sobre este tema respalda dos posibles explicaciones. Primero, los términos cebada y trigo, como se usan en el Libro de Mormón, pueden referirse a ciertas otras plantas de cultivo del Nuevo Mundo que recibieron designaciones del Viejo Mundo; y segundo, los términos pueden referirse a variedades genuinas de cebada y trigo del Nuevo Mundo. Por ejemplo, los españoles llamaron a la fruta del nopal un «higo», y los emigrantes de Inglaterra llamaron al maíz «maíz», un término inglés que se refiere a los granos en general. Es posible que se haya empleado una práctica similar cuando las personas del Libro de Mormón encontraron especies de plantas del Nuevo Mundo por primera vez.

Bennett también postula que las referencias a «cebada» podrían referirse al Hordeum pusillum, también conocida como «pequeña cebada», una especie de hierba nativa de las Américas. Las semillas son comestibles, y esta planta era parte del complejo agrícola precolombino oriental de plantas cultivadas utilizadas por los nativos americanos. El Hordeum pusillum era desconocido en Mesoamérica, donde no hay evidencia de cultivo de cebada precolombina. Existe evidencia de que esta planta fue cultivada en América del Norte en los períodos de bosques contemporáneos con las sociedades constructoras de montículos y ha sido datada con carbono hasta hace dos mil quinientos años. También se encontraron muestras de cebada que datan de 900 d. C. en Phoenix, Arizona, y las muestras del sur de Illinois datan de 1 a 900 a. C.

## Anacronismos tecnológicos

### Carros o vehículos con ruedas

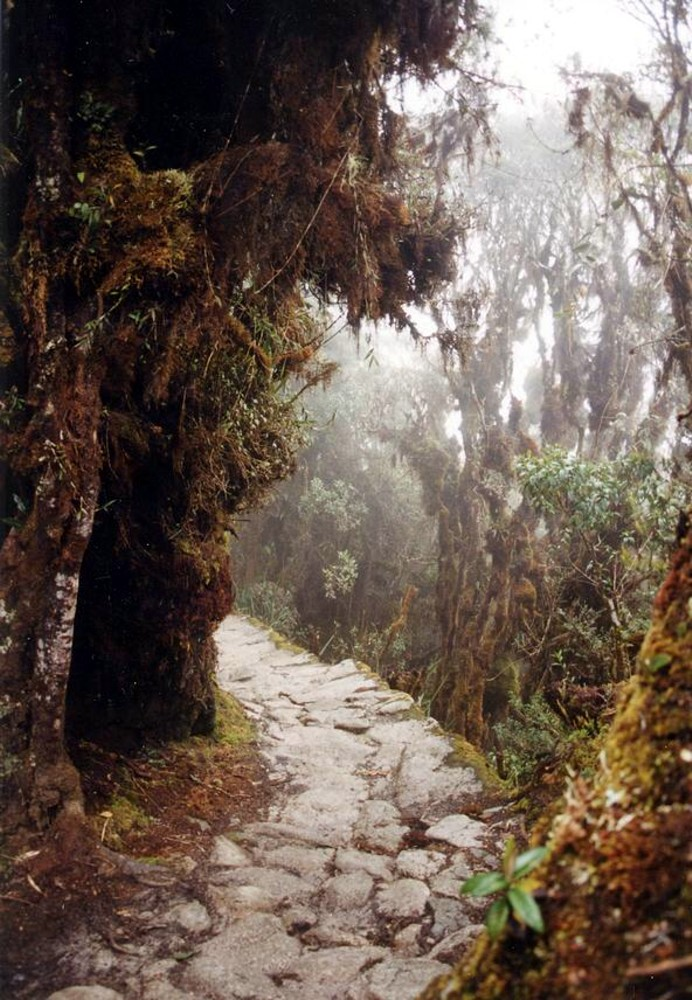
Camino inca en Perú

El Libro de Mormón menciona el uso de «carros» como medio de transporte cinco veces. No hay evidencia arqueológica para apoyar el uso de vehículos con ruedas en la Mesoamérica precolombina. Muchas partes de la antigua Mesoamérica no eran adecuadas para el transporte con ruedas. Clark Wissler, Curador de Etnografía del Museo Americano de Historia Natural en la ciudad de Nueva York, señaló: «vemos que el modo predominante de transporte terrestre en el Nuevo Mundo era en transporte humano. La rueda era desconocida en la época precolombina».
Una afirmación más amplia de que las ruedas no existían en la Mesoamérica precolombina es incorrecta. Las ruedas se usaron en un contexto limitado en Mesoamérica para lo que probablemente eran objetos rituales, «pequeñas efigies de animales de arcilla montadas sobre ruedas. La falta de animales de tiro adecuados y un terreno inadecuado para el tráfico de ruedas son las razones probables por las que el transporte de ruedas nunca se desarrolló».
Una comparación de la civilización inca sudamericana con las civilizaciones mesoamericanas muestra la misma falta de vehículos con ruedas. Aunque los incas usaban una vasta red de caminos pavimentados, estos caminos son tan ásperos, empinados y angostos que no eran aptos para el uso con ruedas. Los puentes que los incas construyeron, e incluso continúan usando y manteniendo hoy en algunas áreas remotas, son puentes de cuerda de paja tan estrechos (de dos a tres pies de ancho) que prácticamente ningún vehículo con ruedas puede caber. Los caminos incas fueron utilizados principalmente por corredores de mensajes chaski y caravanas de llamas. Carreteras pavimentadas mayas en Yucatán tenían características que podían permitir el uso de vehículos con ruedas, pero no hay evidencia de que esas carreteras fueran utilizadas por personas que no fueran a pie y nobles que se transportaban en las literas.
Algunos apologistas han señalado el descubrimiento de juguetes con ruedas que quedan en las tumbas. Sin embargo, varios investigadores, incluido W. H. Holmes de la Oficina de Etnología Americana, sospechan que los juguetes fueron introducidos en las tumbas después de la llegada de los europeos al continente. Él afirmó:

Charnay obtuvo de un antiguo cementerio en Tenenepanco, México, una serie de carros de juguete de terracota, presumiblemente enterrados con el cuerpo de un niño, algunos de los cuales conservaron sus ruedas. Debe tenerse en cuenta la posibilidad de que estos juguetes sean de fabricación posterior al descubrimiento, especialmente porque se hace mención al descubrimiento de campanas de bronce en el mismo cementerio con los juguetes.

Un investigador mormón responde a la falta de evidencia con una comparación con la arqueología bíblica, sugiriendo que aunque no hay evidencias arqueológicas de que ninguna de las numerosas civilizaciones americanas antiguas usaran transporte con ruedas, se han encontrado pocos fragmentos de carro en el Medio Oriente que datan de tiempos bíblicos (exceptuando los carros desarmados encontrados en la tumba de Tutankamón). Aunque se han encontrado pocos fragmentos de carros en el Medio Oriente, hay muchas imágenes de carros antiguos en cerámica y frescos y en muchas esculturas de origen mediterráneo, lo que confirmaría su existencia en esas sociedades. Los carros están ausentes en los frescos precolombinos, la cerámica y las obras de arte que se encuentran en  América.
Haciendo referencia al descubrimiento de «juguetes» de carro con ruedas en entornos funerarios mayas, el erudito mormón William J. Hamblin ha sugerido que los «carros» mencionados en el Libro de Mormón podrían referirse a vehículos con ruedas míticos o de culto.

### Seda

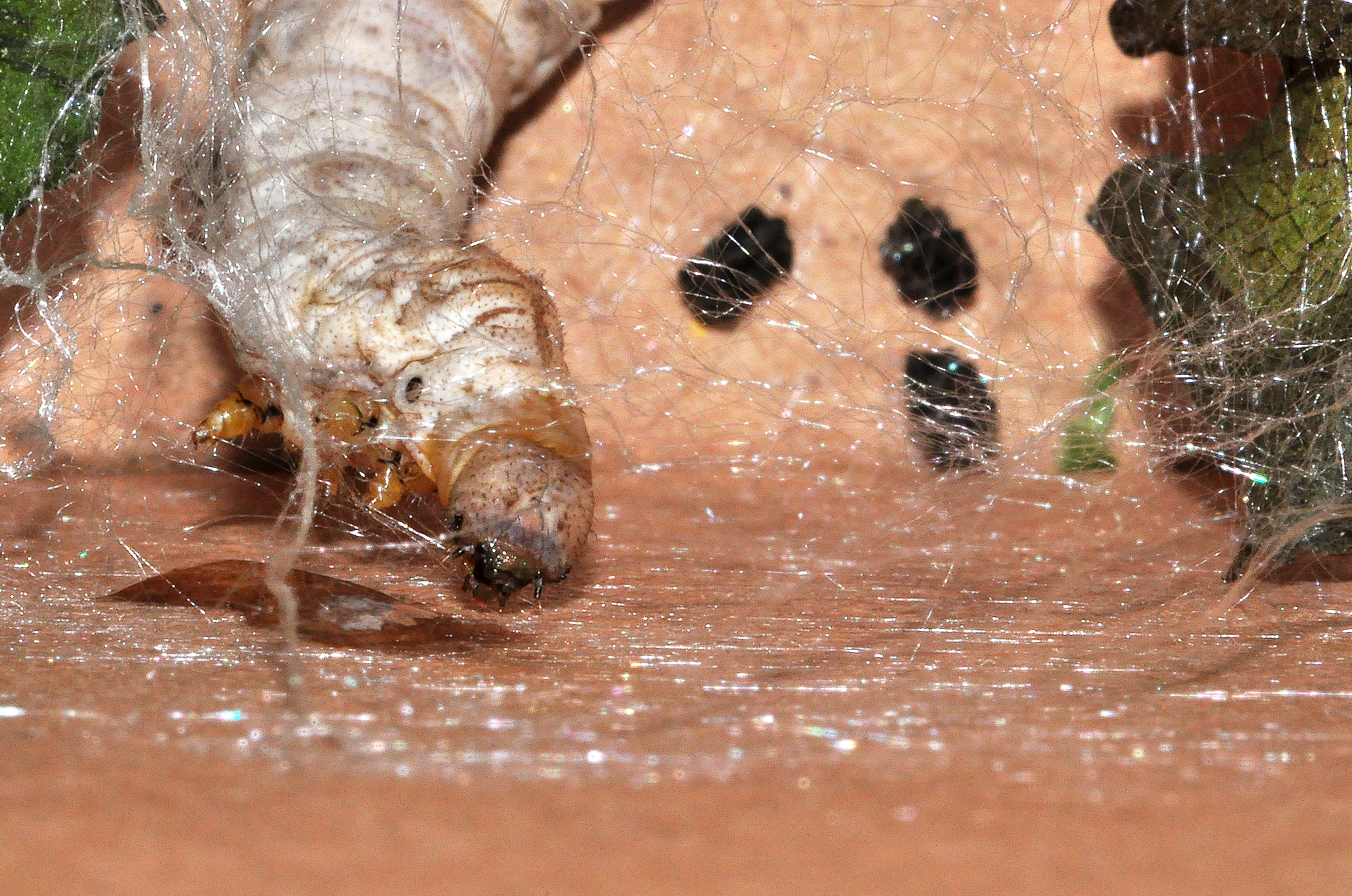
Un gusano de seda construyendo su capullo

El Libro de Mormón menciona el uso de la seda en América cuatro veces. La seda es el material creado a partir del capullo de una de varias polillas asiáticas, predominantemente la Bombyx mori, el cual es usado para la creación y confección de prendas de vestir; este tipo de seda era desconocido en la América precolombina.
El erudito mormón John L. Sorenson documenta varios materiales que se usaron en Mesoamérica para hacer una tela fina equivalente a la seda, algunos de los cuales los españoles en realidad llamaron «seda» a su llegada, incluida la fibra («kapok») de las vainas de semillas del árbol de ceiba, los capullos de las polillas silvestres, las fibras de la hierba de seda (Aechmea magdalenae), las hojas de la planta de piña silvestre y el fino cabello del vientre de los conejos. Alega que los habitantes de México usaron la fibra hilada por un gusano de seda salvaje para crear una tela.
Los aztecas utilizaron un material de seda tomado de nidos hechos por dos insectos indígenas, la polilla Eucheira socialis y la mariposa Gloveria psidii. Los nidos fueron cortados y ensamblados para hacer una tela, en lugar de extraer e hilar la fibra como en la seda moderna. El hilado de la seda de lo que se cree que son los mismos insectos se ha informado en tiempos más recientes, aunque se ha debatido su uso en tiempos precolombinos.

### Brújula
El Libro de Mormón también establece que Nefi usó una brújula o «Liahona» en el siglo VI a. C. La brújula es ampliamente reconocida por haber sido inventada en China alrededor del año 1100 d. C., y los restos de una brújula nunca se han encontrado en Estados Unidos. En el Libro de Alma, Alma explica a su hijo que «nuestros padres lo llamaron Liahona, que es, interpretando, una brújula».
Los apologistas responden que la Liahona fue, según la narrativa, creada por Dios y no por los nefitas. Además, a diferencia de una brújula normal, el Libro de Mormón dice que también había una escritura en la pelota que mostraba instrucciones de Dios, y no se mencionaba ninguna parte que apuntara a un punto geográfico. La especulación reciente ha planteado la posibilidad de que la Liahona sea una forma de astrolabio que se indica que existió durante el marco de tiempo de Lehi.

### Ventanas
El Libro de Mormón describe que el pueblo jaredita estaba familiarizado con el concepto de «ventanas» cerca de la época de la bíblica Torre de Babel, y que específicamente evitaban crear ventanas para iluminar sus embarcaciones marítimas cubiertas, por temor a ser «destrozados en pedazos» durante el viaje oceánico. Los cristales transparentes son un invento más reciente, que data del siglo XI d. C. en Alemania. La primera producción conocida de vidrio data del 3500 a. C. en Egipto y Mesopotamia, aunque dichos vidrios no eran transparentes.
FairMormon señala que el término ventana «originalmente se refería a una abertura a través de la cual podía entrar el viento», citando varios de estos usos en la Biblia del Rey Jacobo, y sugiere que la advertencia en Éter puede haber hecho referencia a que todo el recipiente estaba «punteado en pedazos» si la estructura fue debilitada por aberturas adicionales.

### Metalurgia
El Libro de Mormón menciona varios metales y el uso del metal. Sin embargo, aunque las tribus precolombinas usaban metal, a menudo golpeado, no hay evidencia aceptada de fusión a alta temperatura. La palabra «escoria» aparece dos veces en el Libro de Alma. Además de significar un subproducto de la fundición, también puede significar «materia de desecho; basura; cualquier materia sin valor separada de la mejor parte; materia impura». Por lo tanto, el uso de la palabra escoria no implica necesariamente la fusión del metal, sino que puede consistir en trabajar el metal a baja temperatura para eliminar inclusiones o material de ganga circundante. El Libro de Mosíah también menciona «ziff» como un metal, pero se desconoce su correlato moderno.

#### Acero y hierro
El acero y el hierro se mencionan varias veces en el Libro de Mormón. Entre 2004 y 2007, un arqueólogo de la Universidad de Purdue, Kevin J. Vaughn, descubrió una mina de mineral de hierro de 2000 años de antigüedad cerca de Nazca, Perú; sin embargo, no hay evidencia de fundición, y la hematita aparentemente se usó para hacer pigmentos. Señaló:

Aunque los antiguos pueblos andinos fundieron algunos metales, como el cobre, nunca fundieron el hierro como lo hicieron en el Viejo Mundo ... Los metales se usaron para una variedad de herramientas en el Viejo Mundo, como armas, mientras que en las Américas, los metales fueron utilizados como bienes de prestigio para la élite rica.

Los apologistas responden que la palabra «acero» puede referirse a otra aleación de metal endurecido como la aleación de cobre endurecido que se traduce con la palabra «acero» en la Biblia del Rey Jacobo. Esta aleación es, de hecho, un cobre endurecido similar al bronce y no al hierro endurecido.

#### Espadas de metal, óxido

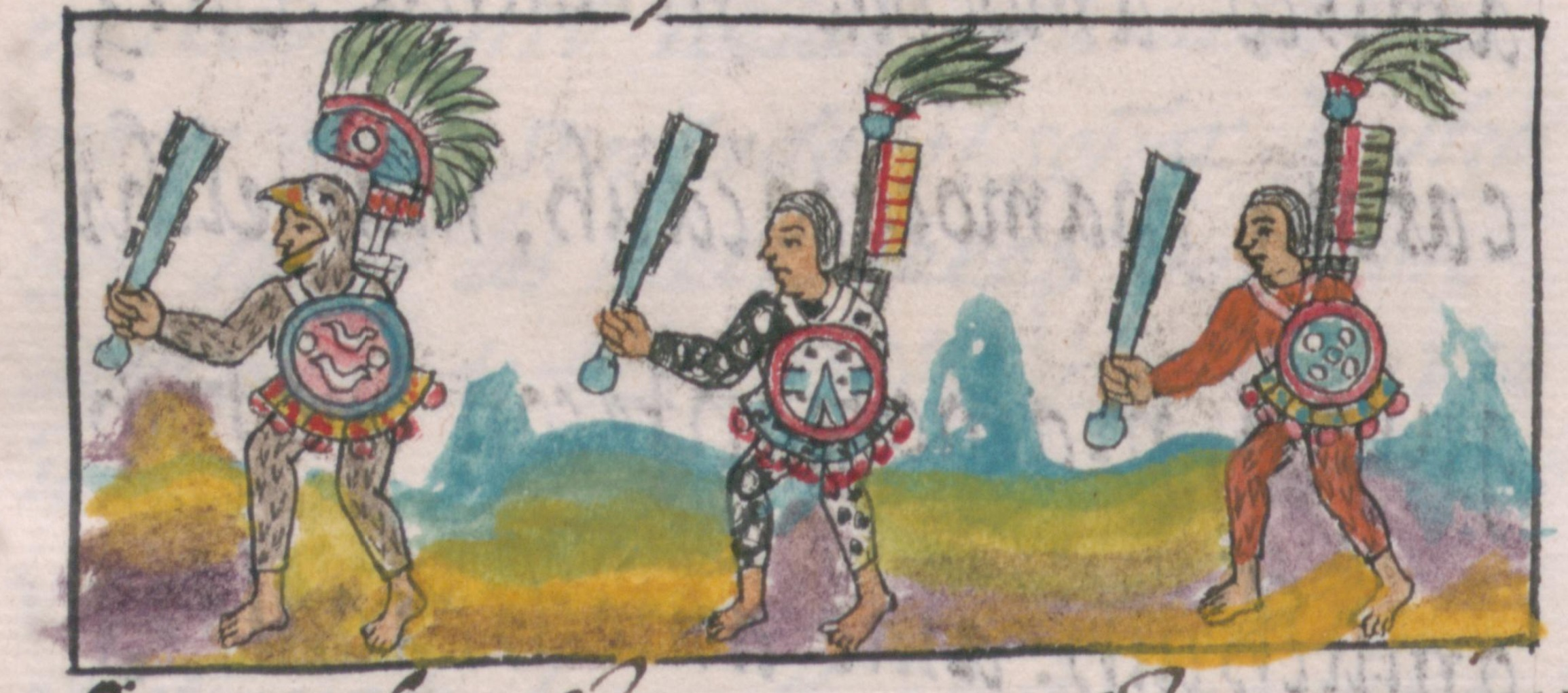
Guerreros aztecas blandiendo maquahuitls

El Libro de Mormón hace numerosas referencias a las «espadas» y su uso en la batalla. De lo que están hechas las espadas es en su mayoría ambiguo, excepto en dos casos que involucran a los jareditas. La primera fue una batalla temprana que involucraba a Shule que usaba espadas «de acero». Cuando se descubrieron los restos de la batalla final de los jareditas, la narrativa del Libro de Mormón afirma que «sus cuchillas estaban oxidadas», lo que sugiere que estas espadas también eran de metal.
Aunque generalmente son más resistentes a la oxidación que el hierro, las aleaciones de cobre son susceptibles a la enfermedad del bronce en condiciones húmedas y las aleaciones endurecidas de cobre pueden oxidarse. Por lo tanto, no es seguro que la mención de «óxido» sea una referencia al óxido de hierro.
Se sabe que los guerreros de la Mesoamérica precolombina usaron palos de madera con copos de obsidiana en forma de cuchilla; como vidrio volcánico, la obsidiana no se oxida.
Algunos estudios han demostrado que la metalurgia existió en un estado primitivo en Mesoamérica durante los períodos Preclásico / Formativo y Clásico (que corresponde al período de tiempo en el Libro de Mormón). Estos metales incluyen latón, mineral de hierro, cobre, plata y oro. Sin embargo, los metales nunca se usaron para hacer espadas:

Aunque los antiguos pueblos andinos fundieron algunos metales, como el cobre, nunca fundieron el hierro como lo hicieron en el Viejo Mundo ... Los metales se usaron para una variedad de herramientas en el Viejo Mundo, como armas, mientras que en las Américas, los metales fueron utilizados como bienes de prestigio para la élite rica.

La evidencia más cercana a una cuchilla de metal precolombina en Mesoamérica proviene de los mayas, pero esos artilugios no eran espadas sino pequeñas hachas de cobre utilizadas como herramientas.

#### Cimitarras
Las cimitarras se mencionan unas diez veces en el Libro de Mormón. La palabra «cimitarra» se considera un anacronismo, ya que la palabra nunca fue utilizada por los hebreos ni por ninguna otra civilización antes del año 450 d. C. No hay evidencia de que los pueblos nativos americanos usaran cuchillas de cimitarra.
Los apologistas, incluidos Michael R. Ash y William Hamblin de FAIR, señalan que el Libro de Mormón no menciona los materiales de los que se hicieron los «cimitarras», y postulan que la palabra fue elegida por Joseph Smith como el inglés viable más cercano palabra para el arma usada por los nefitas que no estaba hecha de metal, era corta y curva.

#### Sistema de intercambio basado en medidas de grano utilizando metales preciosos como estándar
El Libro de Mormón detalla un sistema de medidas utilizado por las sociedades descritas allí. Sin embargo, el uso general del metal en la antigua América parece haber sido extremadamente limitado. Un medio de intercambio más común en Mesoamérica fueron los granos de cacao.

## Anacronismos lingüísticos

### Conocimiento y uso de lengua hebrea modificada y egipcio reformado

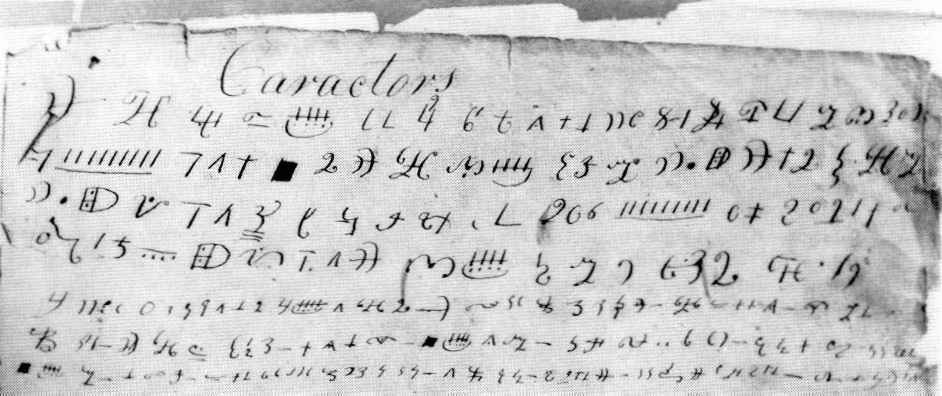
Fotografía de 1830 del documento conocido como la Transcripción Anthon, con supuestos símbolos del egipcio reformado

El relato del Libro de Mormón se refiere a varios grupos de personas alfabetizadas, al menos uno de los cuales se describe como el uso de un sistema de lenguaje y escritura con raíces en hebreo y egipcio. Se han identificado quince ejemplos de guiones distintos en la Mesoamérica precolombina, muchos de una sola inscripción. Los métodos de datación arqueológica hacen que sea difícil establecer cuál fue el más temprano (y, por lo tanto, el antepasado del cual se desarrollaron los demás) y una porción significativa de los guiones documentados no han sido descifrados. Ninguno de los guiones documentados del idioma mesoamericano tiene relación con el hebreo o el egipcio. El Libro de Mormón describe otra cultura alfabetizada, los jareditas, pero no identifica el idioma o el sistema de escritura por nombre. El texto que describe a los jareditas (Libro de Éter) se refiere solo a un idioma utilizado antes de la confusión de idiomas en la gran torre, presumiblemente una referencia a la Torre de Babel.
Los estudios lingüísticos sobre la evolución de las lenguas habladas de las Américas están de acuerdo con el modelo ampliamente difundido de que la colonización inicial de las Américas por el Homo sapiens ocurrió hace más de diez mil años.
Los apologistas de FairMormon argumentan que el Libro de Mormón no describe a todos los pobladores originales de las Américas sino más bien a un subconjunto de una población más grande que se estableció en un territorio menor del continente americano, una teoría denominada como modelo de limitación geográfica. Por lo tanto, el idioma y escritura de los jareditas, nefitas y lamanitas podrían haber tenido poco o ningún impacto en la cultura del resto de la población americana precolombina.

### «Cristo» y «Mesías»
Las palabras «Cristo» y «Mesías» se usan varios cientos de veces en todo el Libro de Mormón. La primera instancia de la palabra «Cristo» en el Libro de Mormón data entre 559 y 545 a. C. La primera referencia a la palabra «Mesías» data del año 600 a. C.
'Cristo' es la transcripción de la palabra griega Χριστός (transcrita precisamente como Christós); es relativamente sinónimo de la palabra hebrea traducida 'Mesías' (hebreo: מָשִׁיחַ, moderno: Mashiaẖ, tiberiano:  Māšîăḥ). Ambas palabras tienen el significado de 'ungido' y se usan en la Biblia para referirse a «El Ungido». En las traducciones griegas del Antiguo Testamento (incluida la Septuaginta), la palabra «Cristo» se usa para el «Mesías» hebreo, y en las traducciones hebreas del Nuevo Testamento, la palabra «Mesías» se usa para el griego «Cristo». Cualquier uso en la Biblia de la palabra «Cristo» se puede traducir alternativamente como «Mesías» sin cambiar su significado (por ejemplo, Mateo 1:1, 16, 18).
El Libro de Mormón usa ambos términos en todo el libro. En la gran mayoría de los casos, utiliza los términos de manera idéntica a la Biblia, donde no importa qué palabra se use:

Y ahora, hijos míos, recuerden, recuerden que es sobre la roca de nuestro Redentor, que es Cristo, el Hijo de Dios, que deben construir su fundamento; que cuando el diablo envíe sus poderosos vientos, sí, sus pozos en el torbellino, sí, cuando todo su granizo y su poderosa tormenta te golpeen, no tendrá poder sobre ti para arrastrarte al abismo de la miseria y ay infinito, debido a la roca sobre la cual están edificados, que es un fundamento seguro, un fundamento sobre el cual si los hombres construyen no pueden caer.
Libro de Mormón,
 Helamán 5:12

Y después de haber bautizado al Mesías con agua, debería contemplar y dar testimonio de que había bautizado al Cordero de Dios, que debería quitar los pecados del mundo".
Libro de Mormón,
1 Nefi 10:10

El Libro de Mormón ocasionalmente usa la palabra «Cristo» de una manera que no es intercambiable con «Mesías». Por ejemplo, en 2 Nefi 10:3, el profeta del Libro de Mormón Jacob dice que un ángel le informó que el nombre del Mesías sería Cristo:

Por lo tanto, como te dije, debe ser conveniente que Cristo —porque en la última noche el ángel me dijo que este debería ser su nombre— venga entre los judíos.
Libro de Mormón,
2 Nefi 10:3

La palabra «Mesías» se usa en el texto antes de este punto, pero a partir de este momento la palabra «Cristo» se usa casi exclusivamente.
Richard Packham argumenta que la palabra griega «Cristo» en el Libro de Mormón desafía la autenticidad de la obra ya que Joseph Smith declaró claramente que «no había griego ni latín sobre las planchas de las cuales yo, por la gracia del Señor, traduje el libro de Mormón».
La Fundación para la Información e Investigación Apologética establece que la palabra «Cristo» es el equivalente griego de la palabra hebrea «Mesías» y que Smith simplemente eligió la palabra griega más familiar para traducir la palabra que apareció en el idioma de las planchas.
Hugh Nibley postuló que la palabra «Mesías» podría haberse derivado del árabe en lugar del hebreo, aunque el árabe no se menciona como uno de los idiomas en los que se escribieron las planchas de oro.

### Nombres griegos
Joseph Smith declaró en una carta al editor de Times and Seasons: «No había griego ni latín en las planchas de las cuales yo, por la gracia del Señor, traduje el Libro de Mormón». El Libro de Mormón contiene algunos nombres que parecen ser griegos, algunos de los cuales son helenizaciones de nombres hebreos (como por ejemplo Antipas, Archeantus, Esrom, Ezias, Jonas, Judea, Lachoneus y Zenos).
Otros nombres griegos no son bíblicos y su presencia en el libro es desconcertante tanto para los creyentes como para los escépticos, ya que ni Smith ni los nefitas hablaban griego. Stephen D. Ricks ha ofrecido una explicación. Al escribir en la revista SUD Ensign, dijo que aunque el idioma de los mulekitas no se menciona en el Libro de Mormón, el grupo podría haber incluido fenicios que tenían contacto regular con los griegos o tal vez algunos marineros o comerciantes griegos también estaban en el grupo inicial. Además, los nombres griegos han aparecido como nombres de préstamos en hebreo antiguo.

### «Iglesia» y «sinagoga»
La palabra «iglesia» aparece por primera vez en 1 Nefi 4:26, donde un profeta llamado Nefi se disfraza de Labán, un hombre prominente en Jerusalén a quien Nefi había matado:

Y él [el siervo de Labán], suponiendo que yo hablara de los hermanos de la iglesia, y que realmente era ese Labán a quien había matado, por lo que me siguió.
Libro de Mormón,
1 Nefi 4:26

Según el Libro de Mormón, este intercambio ocurrió en Jerusalén, alrededor del año 600 a. C. El significado de la palabra «iglesia» en el Libro de Mormón es más comparable al uso que se le da en la Biblia del Rey Jacobo que en el inglés moderno. El concepto de una iglesia, que significa una convocatoria de creyentes, existía entre la Casa de Israel antes del cristianismo. Por ejemplo, Salmos 89:5 habla de alabar al Señor «en la congregación de los santos»; la Septuaginta contiene la palabra griega «ecclesia» para «congregación», que también se traduce como «iglesia» en el Nuevo Testamento. Algunos apologistas ven el Libro de Mormón que usa la palabra «iglesia» con el mismo «estilo» que la Biblia del Rey Jacobo, lo que usan como un argumento a favor del Libro de Mormón.
Una pregunta similar se refiere a la palabra «sinagoga», que se encuentra en Alma 16:13:

Y Alma y Amulek salieron a predicar el arrepentimiento a la gente en sus templos y en sus santuarios, y también en sus sinagogas, que fueron construidas a la manera de los judíos.
Libro de Mormón,
Alma 16:13

Los estudiosos señalan que las sinagogas no existían en su forma moderna antes de la destrucción del templo y el cautiverio babilónico. La sinagoga más antigua conocida se encuentra en Delos, Grecia, y data del 150 a. C.

### Otros anacronismos lingüísticos
Los críticos Marvin W. Cowan, y Jerald y Sandra Tanner sostienen que ciertas propiedades lingüísticas del Libro de Mormón proporcionan evidencia de que el libro fue fabricado por Joseph Smith. Estos críticos citan anacronismos lingüísticos como el nombre americanizado «Sam». Los apologistas afirman que es potencialmente un hipocorístico de Samuel que representa el vocablo semítico común šm y que probablemente significaría «el nombre», «nombre» o incluso «descendiente/descendencia» entre otras posibilidades lingüísticas del Cercano Oriente.

### «Adieu»
La palabra francesa «adieu» ('adiós') aparece una vez en el Libro de Mormón, en Jacob 7:27.
Los partidarios del Libro de Mormón argumentan que el texto es una traducción al inglés moderno, por lo que el uso de una palabra francesa no está mal. Por ejemplo, Daniel H. Ludlow sostiene que puede haber sido el resultado de que Joseph Smith eligió la mejor palabra disponible para transmitir el significado del texto original. La palabra se encuentra en el Diccionario Webster de 1828, por lo que se consideró una palabra inglesa en el momento de la traducción del Libro de Mormón.

## Anacronismos procedentes de la Biblia del Rey Jacobo
Una porción significativa del Libro de Mormón cita las planchas de bronce, que pretenden ser otra fuente de escritos del Antiguo Testamento que reflejan los de la Biblia. En muchos casos, las citas bíblicas en el Libro de Mormón en inglés son cercanas o idénticas a las secciones equivalentes de la Biblia del Rey Jacobo. Los críticos consideran que varios anacronismos del Libro de Mormón se originan en la Biblia del Rey Jacobo.

### «Sátiro»
En 2 Nefi 23:21, el Libro de Mormón cita a Isaías 13:21, que menciona un «sátiro». Los sátiros son criaturas de la mitología griega, que son mitad hombre, mitad cabra. La Biblia del Rey Jacobo traduce Isaías 34:14 así:

Las bestias salvajes del desierto también se encontrarán con las bestias salvajes de la isla, y el sátiro llorará a su prójimo; la lechuza chillona también descansará allí, y encontrará por sí misma un lugar de descanso. ("וְרָבְצוּ־שָׁם צִיִּים וּמָלְאוּ בָתֵּיהֶם אֹחִים וְשָׁכְנוּ שָׁם בְּנֹות יַֽעֲנָה וּשְׂעִירִים יְרַקְּדוּ־")

Otras versiones de la Biblia en inglés, incluida la Nueva Versión Internacional, traducen la palabra שעיר (sa`iyr) como 'cabra salvaje'; otras traducciones incluyen 'mono' y 'diablo bailarín'.